# Debelt-Gletscher
Der Debelt-Gletscher (bulgarisch ледник Дебелт) ist ein in nord-südlicher Ausrichtung 1,5 km langer und 3 km breiter Gletscher auf der Livingston-Insel im Archipel der Südlichen Shetlandinseln. Er fließt von den südöstlichen Hängen der Vidin Heights in südlicher zur Moon Bay, in die er zwischen dem Edinburgh Hill und dem Chelis-Nunatak einmündet.
Die Namensgebung erfolgte durch die bulgarische Kommission für Antarktische Geographische Namen im Jahr 2005. Namensgeber ist die Stadt Debelt im Südwesten Bulgariens.